# La Virgen, Oaxaca
La Virgen är en ort i Mexiko.   Den ligger i kommunen Santa María Zacatepec och delstaten Oaxaca, i den sydöstra delen av landet, 300 km söder om huvudstaden Mexico City. La Virgen ligger 329 meter över havet och antalet invånare är 107.
Terrängen runt La Virgen är huvudsakligen kuperad, men den allra närmaste omgivningen är platt. Runt La Virgen är det ganska glesbefolkat, med 27 invånare per kvadratkilometer. Närmaste större samhälle är Santa María Zacatepec, 4,6 km söder om La Virgen. Omgivningarna runt La Virgen är en mosaik av jordbruksmark och naturlig växtlighet.